# Руйе, Давид
Давид Руйе (фр. David Rouiller; 10 декабря 1973, Лютри, Швейцария) — швейцарский революционер-интернационалист, участник вооружённой борьбы в Турции.

## Биография
Родился в семье университетского профессора, юриста и судьи Клода Руйе, занимавшего впоследствии пост президента Федерального суда Швейцарии. В отличие от младшего брата Николя, пошедшего по стопам отца в юриспруденцию, Давид Руйе интересовался политическими науками, жизнью национальных меньшинств и людей с ограниченными возможностями.
На этой почве познакомился с группой курдских эмигрантов, начал посещать их собрания и демонстрации. В 1998 году вместе с группой швейцарских курдов отправился в Рим, чтобы протестовать по поводу ареста и заключения Абдуллы Оджалана властями Турции.
В 2001 году, сказав членам семьи, что едет на несколько дней в Париж, отправился в Иракский Курдистан, где присоединился к вооружённому крылу Рабочей партии Курдистана. Ничего не знавшие об этом члены семьи начали поиски пропавшего Давида Руйе и вскоре, через посредничество курдских знакомых Давида, узнали о его судьбе.
Пытаясь найти способ вновь увидеть сына, мать Давида Урсула Руйе связалась с режиссёром Мано Халилом, получившим известность благодаря ряду документальных работ о жизни курдов. Мано Халил заинтересовался историей Давида и отправился на турецко-иракскую границу в Эрбиль. Найдя Давида Руйе, в 2006 году Халил вернулся в Швейцарию с документальными съёмками о жизни Давида Руйе среди курдских партизан.
Семья поддержала выбор, сделанный Давидом, что вызвало негативную реакцию со стороны Анкары, которая также оказывала давление на организаторов кинофестивалей, на которых планировался показ снятого Мано Халилом фильма «Давид — Толхилдан» (David der Tolhildan).